# Coming of Age (album Camel)
Coming of Age – koncertowy album brytyjskiej grupy Camel wydany w 1998 roku. Zawiera materiał nagrany podczas tournée zespołu po Zachodnim Wybrzeżu Stanów Zjednoczonych w 1997 roku. Album składa się z dwóch płyt. Część druga to materiał z płyty Harbour of Tears zarejestrowany podczas koncertu w „The Billboard Live Club” w Hollywood 13 marca 1997 roku.

## Lista utworów

### CD 1 (61:27)
1. „Lunar Sea” (8:57) – Bardens, Latimer
2. „Hymn to Her” (6:34) – Latimer, Schelhaas
3. „Rhayader” (2:53) – Bardens, Latimer
4. „Rhayader Goes to Town” (5:03) – Bardens, Latimer
5. „Preparation” (3:19) – Latimer
6. „Dunkirk” (5:05) – Bardens, Latimer
7. „Drafted” (4:28) – Hoover, Latimer
8. „Docks” (3:54) – Hoover
9. „Beached” (4:00) – Hoover
10. „Spirit of the Water” (3:09) – Bardens
11. „Ice” (9:40) – Latimer
12. „Sasquatch” (4:18) – Latimer

### CD 2 (63:14)
1. „Milk n' Honey” (3:23) – Latimer
2. „Mother Road” (4:29) – Hoover, Latimer
3. „Needles” (2:30) – Latimer
4. „Rose of Sharon” (5:09) – Hoover, Latimer
5. „Irish Air” (0:57) – utwór tradycyjny
6. „Irish Air (Reprise)” (2:27) – utwór tradycyjny
7. „Harbour of Tears” (3:16) – Hoover, Latimer
8. „Cóbh” (0:52) – Hoover, Latimer
9. „Send Home the Slates” (4:04) – Hoover, Latimer
10. „Under the Moon” (1:46) – Hoover, Latimer
11. „Watching the Bobbins” (7:38) – Hoover, Latimer
12. „Eyes of Ireland” (3:13) – Hoover, Latimer
13. „Running from Paradise” (5:39) – Hoover, Latimer
14. „End of the Day” (2:44) – Hoover, Latimer
15. „Coming of Age” (7:38) – Hoover, Latimer
16. „The Hour Candle” (7:20) – Hoover, Latimer

## Twórcy
- Andrew Latimer – gitara, flet, instrumenty klawiszowe, śpiew
- Colin Bass – gitara basowa, instrumenty klawiszowe, śpiew
- Foss Patterson – instrumenty klawiszowe
- Dave Stewart – perkusja